# Taru Lahti
Taru Lahti-Liukkonen (Tampere, 9 de dezembro de 1992) é uma jogadora de voleibol de praia da Finlândia.

## Carreira
Ainda na infância começou a carreira no vôlei de quadra (indoor) pelo LP Kangasala, depois atuou como ponteira no Vanajan Racing Club sagrando-se vice-campeã da Copa Finlandesa de 2009 e campeã da do Campeonato Finlandes de 2009-10 , depois  atuou no clube estoniano do VK Viimsi na temporada 2010-11 sagrando-se campe da Copa da Estônia e do campeonato estoniano e posteriormente retornou ao voleibol nacional pelo Pieksämäki Volley na jornada 2011-12.
Desde 2006 já competia no vôlei de praia ao lado de Jennamiia Ripatti nas categorias de base e adulto, depois com Elli-Maija Junnila, Sini Häkkinen e no Mundial Sub-19 de 2010 em Porto atuou com Pauliina Vilponen terminando na vigésima nona posição
A partir de 2011 forma dupla com Riikka Lehtonen no circuito mundial, conquistando o título do campeonato finlandês, no ano seguinte repetiram este feito no ano seguinte chegou a competir ao lado de Kirsi Hyttinen, retomando a parceria anterior, em 2014 e 2016 disputou torneios com Anniina Parkkinen sendo que em 2014 disputaram o Mundial Sub-23 realizado em Mysłowice e terminaram na quarta posição , voltando e competindo com Riikka Lehtonen até 2017, alcançando o bicampeonato nacional nos anos de 2015 e 2016, e alcançaram em 2015 pelo circuito mundial a quarta posição em Socchi sendo uma das revelações da temporada, além do vice-campeonato no Aberto de Antália pelo circuito mundial de 2016.
No Circuito Mundial de 2018 conquistou com Anniina Parkkinen o vice-campeonato do torneio tres estrelas de Tóquio e o terceiro lugar no torneio quatro estrelas de Haia.

## Títulos e resultados
- Torneio 3* de Tóquio do Circuito  Mundial de Vôlei de Praia:2018
- Torneio 4* de Haia do Circuito  Mundial de Vôlei de Praia:2019
- Aberto de Antália Mundial de Vôlei de Praia:2016
- Aberto de Socchi do Circuito  Mundial de Vôlei de Praia:2015
- Campeonato  Mundial de Vôlei de Praia Sub-23:2014

## Premiações individuais
- Melhor Novata do Ano do Circuito Mundial de Vôlei de Praia de 2015